# Cattleya violacea
Cattleya violacea là một loài phong lan thuộc chi Cattleya,

## Hình ảnh

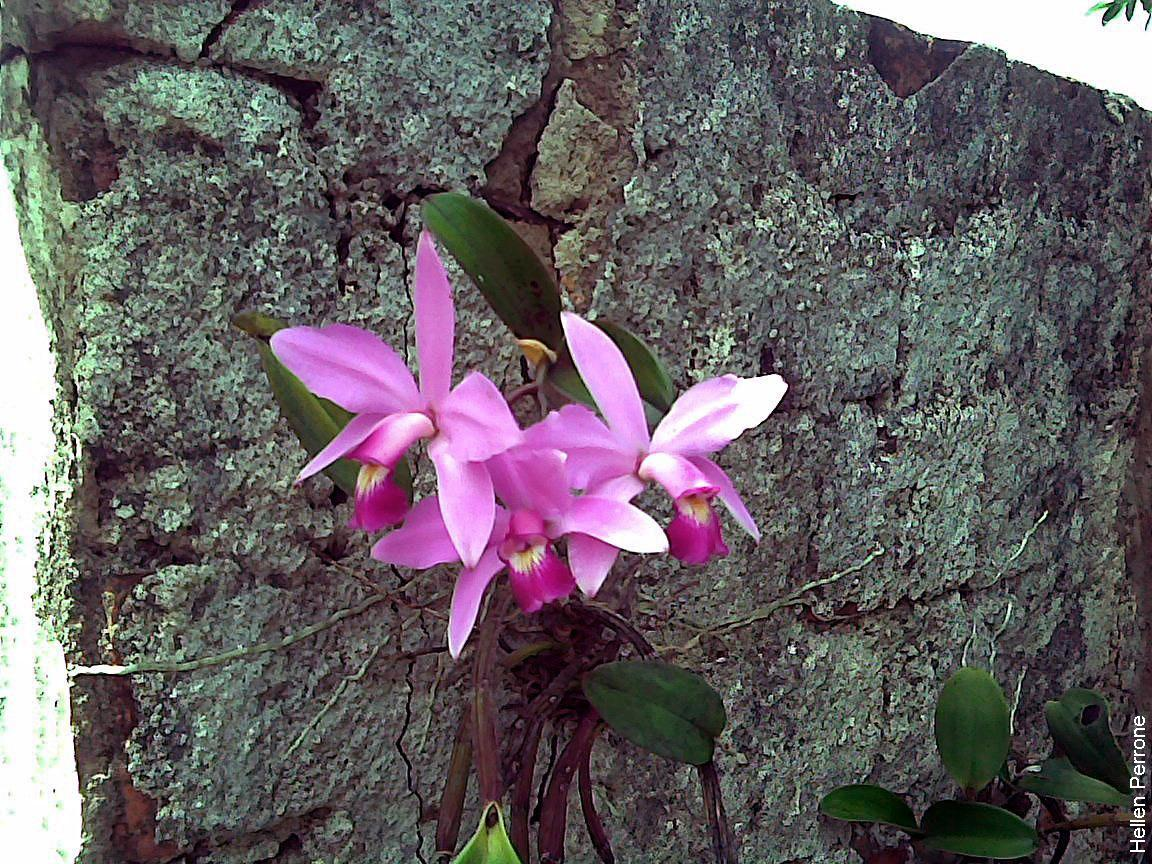
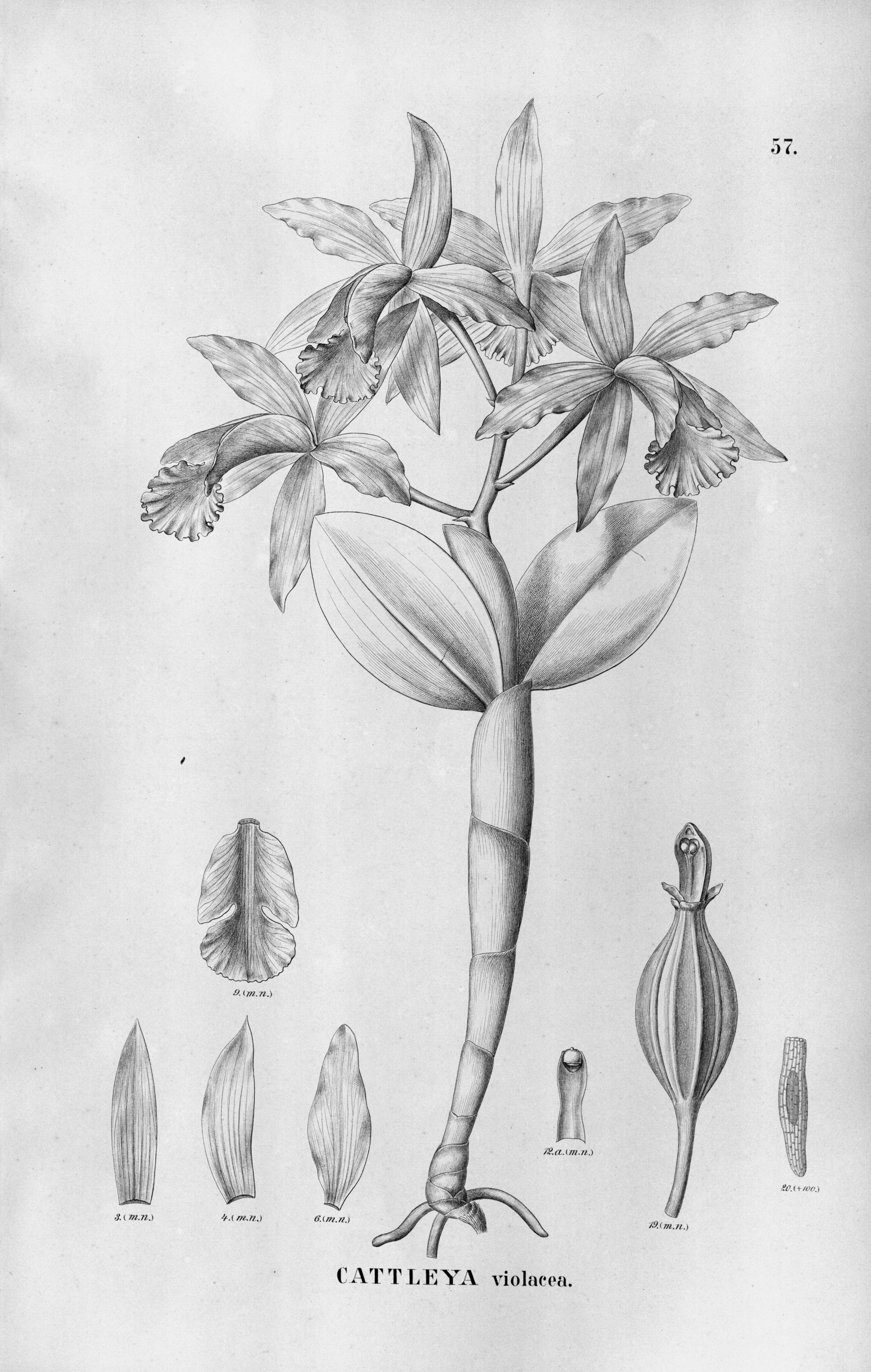
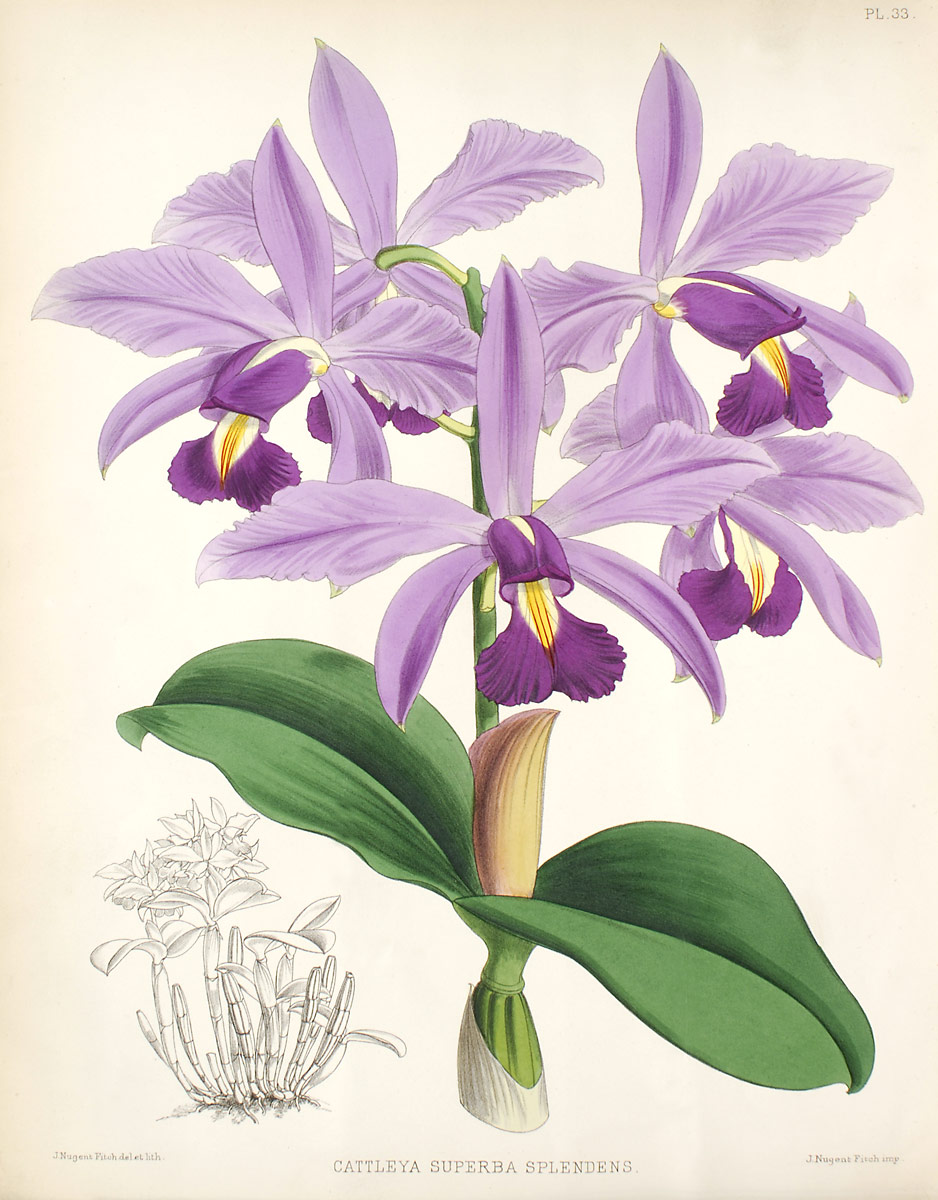
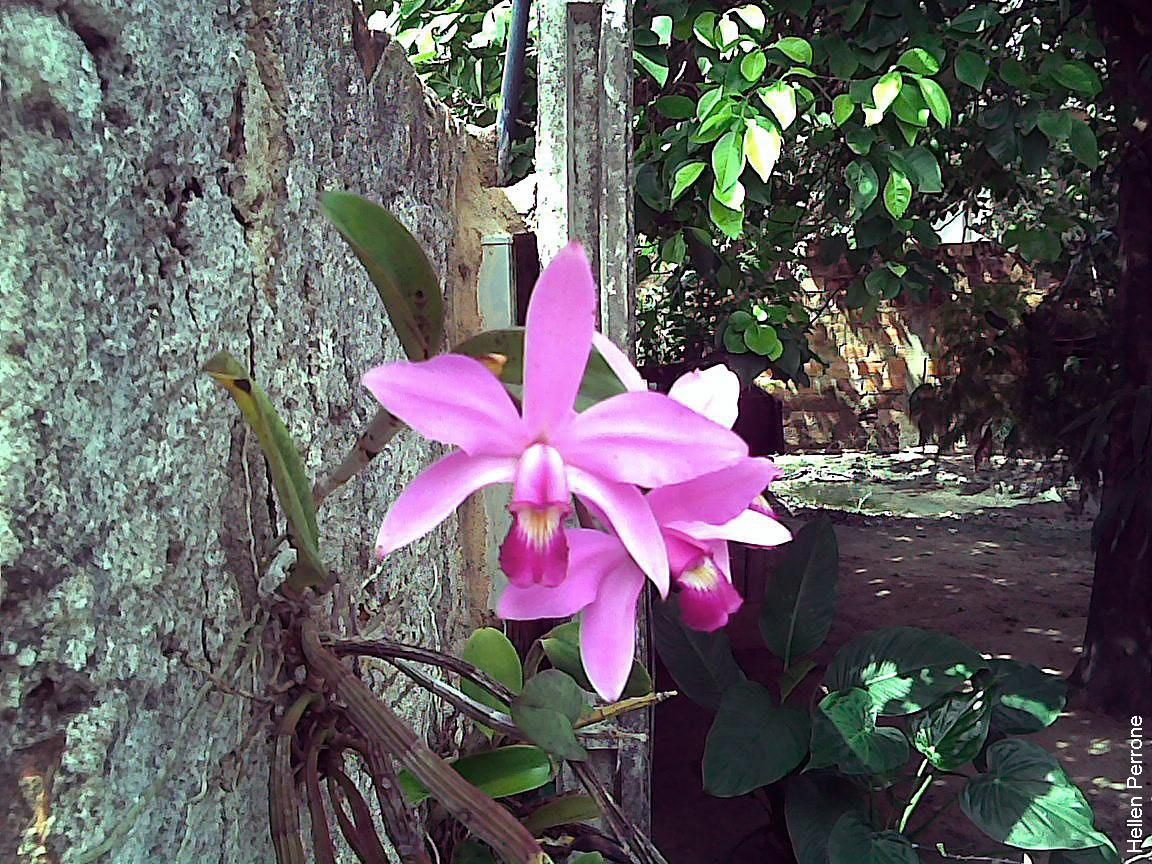